# قنادی بهار
قنادی بهار (تأسیس ۱۳۱۷) با عنوان قدیمی‌ترین قنادی تهران شناخته می‌شود که مردم تا اوائل دهه ۸۰ شمسی فقط با یک شعبه از آن واقع در چهارراه سرچشمه تهران در مجاورت محله امامزاده یحیی آشنا بودند. این قنادی از شمال تا جنوب تهران همچنان سرشناسی خوبی دارد.

## پیشینه
قنادی بهار قدیمی ترین قنادی تهران است که در سال 1317 تأسیس شده است. به گفته بنیان‌گذاران قنادی بهار، اینکه به دلیل نزدیکی قنادی به میدان بهارستان به اسم بهار نامگذاری شده، اشتباه است و از قدیم خانواده ما را با فامیلی بهار می شناسند.
در مطلب '' اولین پادرازی تهران '' نیز اشاره شد که قنادی بهار با قدمت 86 ساله از تاریخ طهران قدیم، اولین، قدیمی ترین و اصیل ترین شیرینی فروشی تهران است که با ''شیرینی پادرازی'' معروف شده‌است. به همین خاطر می‌توان شاید بتوان گفت که این شیرینی فروشی محل تولد شیرینی‌های سنتی ایران باشد. جالب است که بدانیم یکی از مشتریان خاص قنادی بهار دکتر مصدق و همسرشان بودند.
زولبیا و بامیه از دیگر شیرینی‌های معروف قنادی بهار است که همچنان مورد استقبال مشتریان است. در ماه مبارک رمضان زولبیا و بامیه مشتریان بسیاری دارد و باعث می‌شود، حال و هوای گذشته زنده شود و در قنادی جای سوزن انداختن نیست، چرا که زولبیا و بامیه بهار یکی از بهترین زولبیا و بامیه‌های تهران است.
رمز موفقیت قنادی بهار و گسترش فعالیت‌های آن، در سنتی بودن آن دانسته می‌شود و مزید بر آن تهیه مواد اولیه خوب به عنوان اصول مدیریت قنادی بهار در تهیه محصولات نقش بسزایی در این موفقیت می‌توان بر شمرد. به همین دلیل ماندگاری شیرینی‌های بهار زیاد است به نحوی که اگر جعبه شیرینی‌های خشک آن تا یک سال هم باز نشود باز همان شکل، طعم و بوی اولیه را دارد. در کنار این موضوع فعالیت اصولی و داشتن گواهینامه‌های لازم دیگر موضوعی است که نشان دهنده فعالیت حرفه‌ای مجموعه ژرف گستر و تمام زیر مجموعه‌های آن است.